# Alex Diniz
Alex Correia Diniz (Recife, 20 de outubro de 1985) é um ciclista brasileiro, que competia pela equipe Funvic Brasilinvest-São José dos Campos (2014). Considerado um especialista em montanha, é o vencedor da Volta Ciclística de São Paulo de 2006, do Tour de Santa Catarina de 2007 e do Giro do Interior de São Paulo de 2012. Hoje ele tem sua própria equipe 

## Carreira
Seu começo no ciclismo foi em uma bicicletaria. Aos 14 anos, arrumou um emprego em uma loja em São Paulo e passou a admirar os ciclistas e as bicicletas. Durante um ano, economizou parte do seu salário para comprar uma bicicleta. Logo começou a competir e ganhar algumas provas. Seu irmão mais velho, José Junior Diniz, também é ciclista profissional, e começou a pedalar por influência de Alex.
No pelotão profissional, Diniz foi apelidado de "Meio-Quilo", pois quando começou no ciclismo pesava somente 51 quilos. Em 2006, aos 20 anos, venceu a Volta Ciclística de São Paulo, levando também uma etapa, tornando-se assim o vencedor mais jovem da história da prova. No ano seguinte, transferiu-se para a equipe Scott - Marcondes - São José dos Campos, e venceu a classificação geral do Tour de Santa Catarina, vencendo também 2 etapas e o contra-relógio por equipes.
Em 2009, havia inicialmente vencido pela segunda vez o Tour de Santa Catarina, vencendo também a 4ª etapa. Entretanto, em 19 de outubro de 2009 foi revelado que o atleta havia testado positivo no anti-doping para a substância eritropoietina (EPO), em controle realizado durante a corrida. Diniz foi suspenso por 2 anos, até abril de 2011, e perdeu, de maneira retroativa, todos resultados obtidos desde a data do controle, perdendo, portanto, a vitória do Tour de Santa Catarina de 2009, que passou para Douglas Moi Bueno.
Em 2011, Alex Diniz voltou a competir pela equipe Padaria Real - Caloi - Sorocaba, mas teve um ano fraco, com quase nenhum resultado de expressão. Continuou com a equipe para o ano seguinte, onde voltou a alcançar resultados de alto nível como os dos anos antes de sua suspensão: venceu a classificação geral do Giro do Interior de São Paulo, além de duas das quatro etapas da prova; venceu a classificação geral e uma etapa da Volta Ciclística do Pará; foi o segundo na classificação geral do Tour do Rio e venceu a principal etapa de montanha da Volta Ciclística de São Paulo em um disputado sprint com o vencedor da classificação geral, Magno Nazaret - Diniz bateu Nazaret por somente 20 milésimos. Completou o ano em 3º lugar no Ranking Brasileiro de Ciclismo de Estrada. Com o fim da equipe Real Cycling Team ao final de 2012, Alex Diniz acertou para o ano seguinte com a Funvic-Pindamonhangaba, equipe que já havia defendido em 2009.
Em 2013, Alex Diniz estreou com sua nova equipe no Tour de San Luis, em janeiro. A prova reuniu vários dos principais nomes do ciclismo mundial, como Alberto Contador, Joaquim Rodríguez e Vincenzo Nibali. A terceira etapa da prova era somente a primeira de montanha, mas era considerada a mais difícil, com chegada no topo do Mirador del Potrero, uma subida de 5 quilômetros. Logo no começo da montanha, Diniz atacou sozinho e abriu vantagem ao pelotão principal, não sendo mais alcançado. Ele comemorou isolado a vitória da etapa, e assumiu a liderança da classificação geral. Após a etapa, Diniz declarou que "essa é sem dúvida a mais importante vitória da minha vida, dada os grandes nomes que aqui estão". No dia seguinte, na única etapa de contra-relógio da competição, Diniz perdeu a liderança e caiu para a 4ª colocação geral. Na 6ª etapa ele voltou a subir ao pódio, sendo o 3º colocado, a mesma colocação na qual iria terminar a competição na classificação geral, um dia depois.
Participou do Giro do Interior de São Paulo em março, visando defender o título na prova de 2012. Teve um bom começo, sendo o 2º colocado no prólogo (um contra-relógio individual de 1,1 quilômetro). A etapa seguinte, que terminava com uma subida na qual Diniz havia consolidado sua vitória em 2012, acabou sendo cancelada devido a um acidente e foi substituída por um circuito, no qual Diniz foi o 6º colocado, mesma posição em que terminou na classificação geral.
Em junho, Diniz participou do Campeonato Brasileiro de Ciclismo de Estrada. A mais de 50 quilômetros do fim, ele escapou do pelotão e protagonizou uma fuga sozinho, chegando a abrir quase 3 minutos de vantagem a 34 quilômetros do fim; entretanto, um grupo de 4 ciclistas conseguiu reagir e alcançou Diniz na última volta. Entre esses, estava Rodrigo Nascimento, que disparou no final e venceu a prova isolado. Diniz ainda conseguiu conquistar a 2ª colocação num sprint com os demais ciclistas do grupo.
Diniz participou do Tour of Utah, nos Estados Unidos, em agosto, uma prova considerada muito dura devido às montanhas em quase todas as etapas. Diniz foi o melhor ciclista da equipe na corrida, terminando por 3 vezes entre os primeiros 25 colocados da etapa. Seu melhor resultado veio na 4ª etapa, a qual terminou em 13º. Na 5ª etapa, a principal etapa de montanha da corrida, acabou sofrendo uma queda; ainda assim, foi o 22º na etapa. Na classificação geral, alcançou a 18ª posição ao final da corrida.
No final de agosto, Alex Diniz participou do Tour do Rio, com uma atuação modesta em comparação ao ano anterior, no qual havia sido 2º colocado geral na prova. Em 2013, Diniz terminou em 16º na classificação geral; sua melhor posição em etapa foi um 7º lugar na quarta etapa.

## Principais resultados
2005
3º - Campeonato Brasileiro de Ciclismo de Estrada Sub-23
2006
2º - Etapa 9 da Vuelta a Mendoza
1º  Classificação Geral da Volta Ciclística de São Paulo
1º - Etapa 7
5º - Classificação Geral da Volta do Paraná
1º  Campeonato Pan-Americano de Estrada Sub-23
3º  Campeonato Pan-Americano de Estrada
3º - Corrida Macapá Verão
2007
8º - Classificação Geral da Volta do Rio de Janeiro
6º - Classificação Geral da Volta do Paraná
2º - Corrida Macapá Verão
1º  Classificação Geral do Tour de Santa Catarina
1º - Etapas 1 (CRE), 2 e 7
2º - Etapa 11
2008
6º - Classificação Geral da Volta do Paraná
1º - Etapa 3
2009
1º  Classificação Geral do Tour de Santa Catarina
1º - Etapa 4
2011
2º - Etapa 1 da Volta Ciclística de São Paulo
2012
1º - Etapa 4 do Torneio de Verão
10º - Classificação Geral da Rutas de América
1º  Classificação Geral do Giro do Interior de São Paulo
1º - Prólogo e Etapa 1
5º - Prova Ciclística 1º de Maio - GP Ayrton Senna
1º  Classificação Geral da Volta Ciclística do Pará
1º - Etapa 3
2º - Classificação Geral do Tour do Rio 2012
1º  Classificação de montanha
2º - Etapa 3
8º - Classificação Geral da Volta Ciclística de São Paulo
1º - Etapa 7
3º - Ranking Brasileiro de Ciclismo de Estrada
2013
3º - Classificação Geral do Tour de San Luis
1º - Etapa 3
3º - Etapa 6
6º - Classificação Geral do Giro do Interior de São Paulo
2º - Prólogo
7º - Campeonato Brasileiro de CRI
2º - Campeonato Brasileiro de Ciclismo de Estrada
2014
2º - Classificação Geral da Volta Ciclística de São Paulo
1º  Classificação por pontos
2º - Etapas 1 e 5
3º - Etapa 2